# Konopnicowate
Konopnicowate (Datiscaceae) – rodzina z rzędu dyniowców. W zależności od ujęcia systematycznego jest monotypowa i obejmuje jeden rodzaj konopnik (Datisca) z dwoma gatunkami lub obejmuje jeszcze dwa inne rodzaje drzew, alternatywnie wyodrębniane jako rodzina Tetramelaceae. Datisca cannabina rośnie we wschodniej części basenu Morza Śródziemnego i dalej na wschód po Kazachstan i Nepal. D. glomerata występuje w Kalifornii oraz w przyległej części Kalifornii Dolnej. Oba gatunki rosną na brzegach rzek, w lasach oraz na terenach otwartych. 
Korzeń D. cannabina używany był do farbowania jedwabiu na żółto (związkiem barwiącym jest datiscyna). Rośliny z tego gatunku, zwłaszcza z kwiatami żeńskimi, bywają uprawiane jako ozdobne, ze względu na gęsty, charakterystyczny pokrój i ozdobne liście. Sok z rośliny o gorzkim smaku ma działanie przeczyszczające. Korzeń D. glomerata używany był przez Indian do trucia ryb.

## Morfologia
PokrójOkazałe byliny osiągające do 2, rzadko nawet do 3 m wysokości.
LiścieNieparzyście pierzasto złożone, w górnej części pędu tylko trójdzielne lub nawet niepodzielone. Blaszka liściowa jest silnie piłkowana na brzegu, a na szczycie zaostrzona. Przylistków brak.
KwiatyDrobne, jednopłciowe, promieniste i skupione w długie, wąskie grona. Kwiaty męskie mają krótką rurkę kielicha długości do 3 mm, zakończoną ząbkami w liczbie od trzech do dziesięciu. Korony kwiatu brak. Pręcików jest 5–15. W kwiatach żeńskich kielich składa się z 3 do 4 krótkich listków, płatków korony brak. Zalążnia jest dolna i składa się z trzech do pięciu zrośniętych owocolistków. Z zalążni wyrastają 3–4 głęboko rozcięte na szczycie szyjki słupka.
OwoceTorebki otwierające się na szczycie między trwałymi szyjkami słupka.

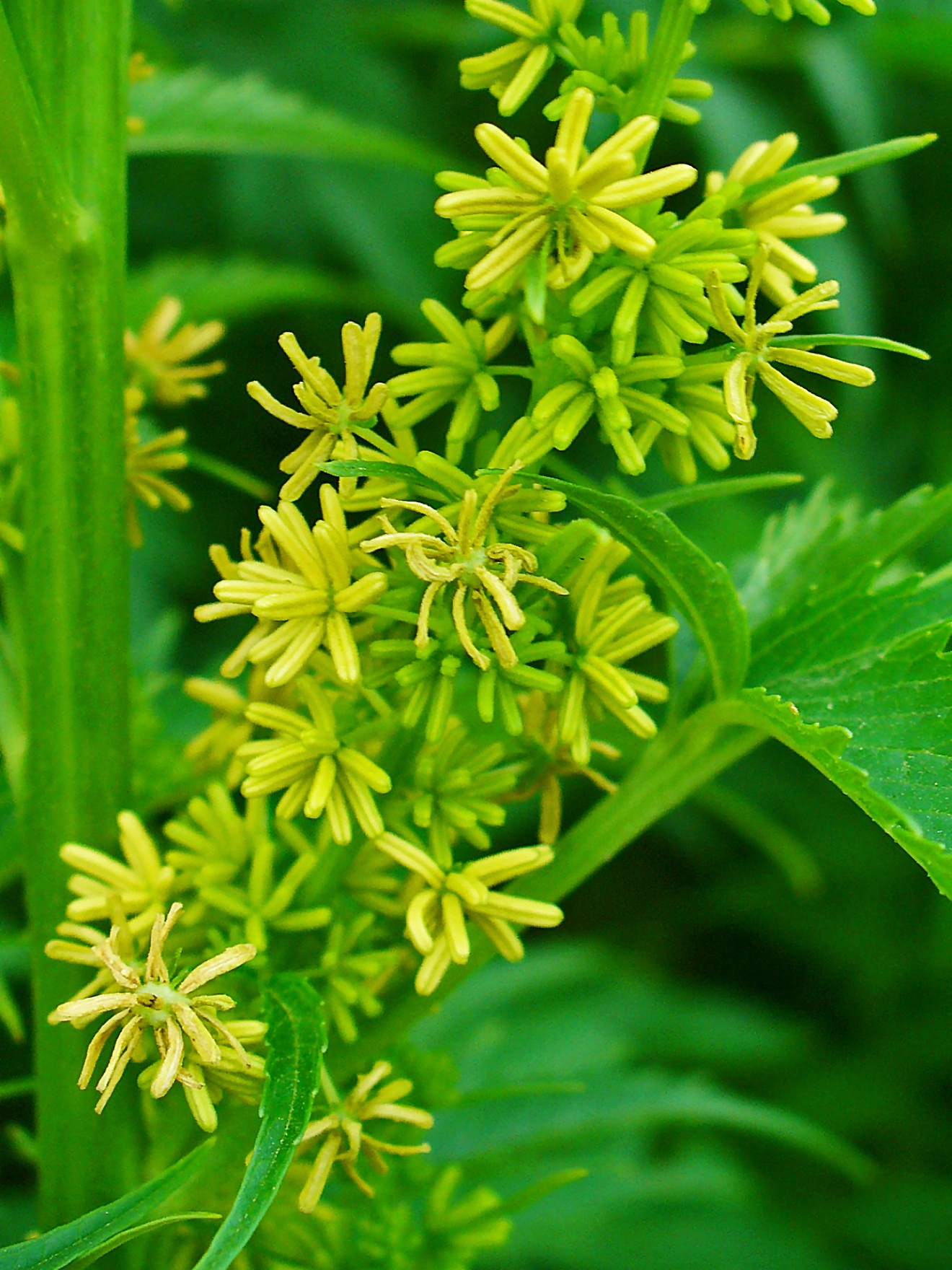
Kwiaty Datisca cannabina
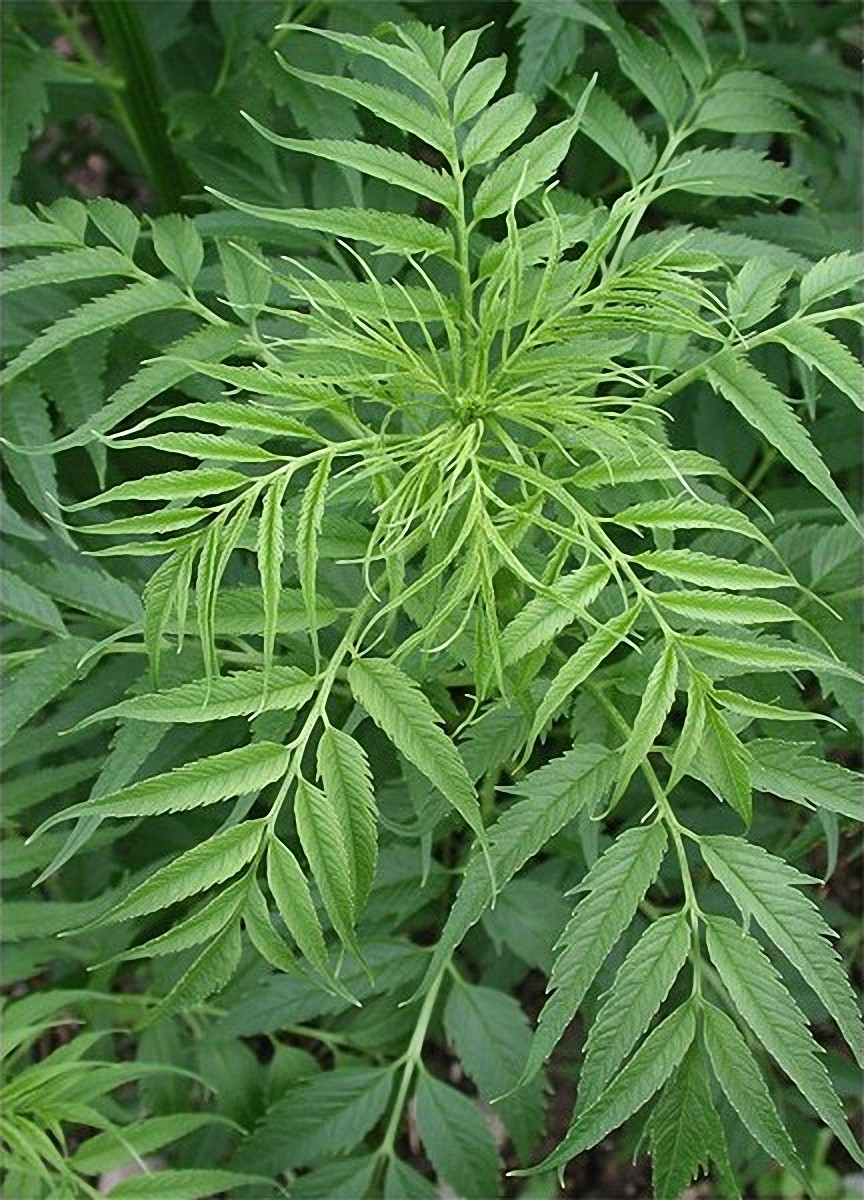
Liście Datisca cannabina

## Systematyka

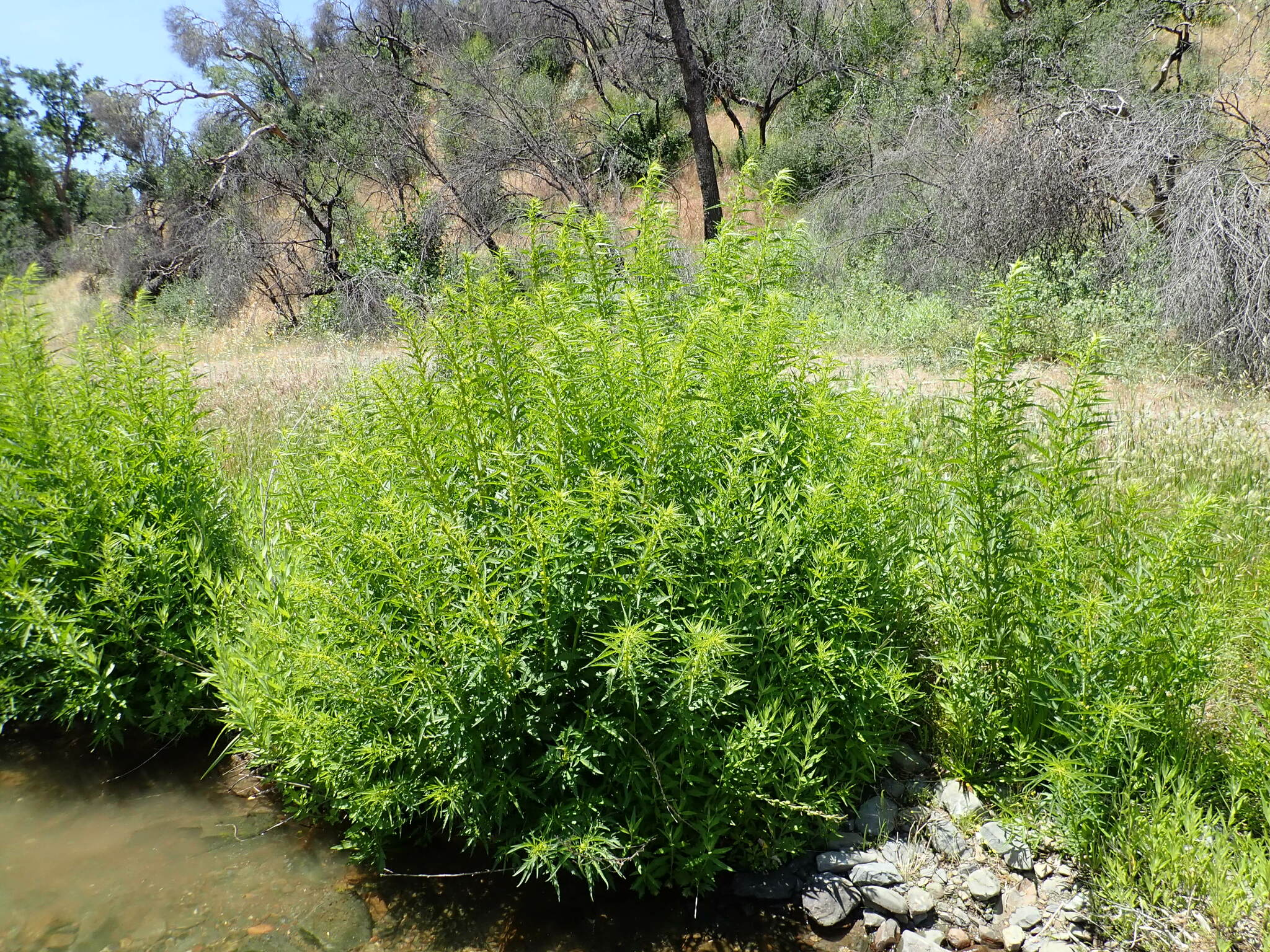
Datisca glomerata

Przynależność konopnicowatych do rzędu dyniowców i ich bliskie pokrewieństwo z dyniowatymi i begoniowatymi jest znane i akceptowane od dawna. Problemy taksonomiczne budzi relacja rodzaju Datisca względem dwóch rodzajów drzewiastych wyodrębnianych jako rodzina Tetramelaceae lub włączanych do Datiscaceae. 
Pozycja systematyczna według APweb (aktualizowany system APG IV z 2016)
|  | Corynocarpaceae – pałężynowate |
|  |                                |
|  | Coriariaceae – garbownikowate  |
|  |                                |

|  | Tetramelaceae                                                                             |
|  |                                                                                           |
|  | \| \| Datiscaceae – konopnicowate \| \| \| \| \| \| Begoniaceae – begoniowate \| \| \| \| |
|  |                                                                                           |
|  | Datiscaceae – konopnicowate                                                               |
|  |                                                                                           |
|  | Begoniaceae – begoniowate                                                                 |
|  |                                                                                           |

|  | Datiscaceae – konopnicowate |
|  |                             |
|  | Begoniaceae – begoniowate   |
|  |                             |

|  | Tetramelaceae                                                                             |
|  |                                                                                           |
|  | \| \| Datiscaceae – konopnicowate \| \| \| \| \| \| Begoniaceae – begoniowate \| \| \| \| |
|  |                                                                                           |
|  | Datiscaceae – konopnicowate                                                               |
|  |                                                                                           |
|  | Begoniaceae – begoniowate                                                                 |
|  |                                                                                           |

|  | Datiscaceae – konopnicowate |
|  |                             |
|  | Begoniaceae – begoniowate   |
|  |                             |

|  | Corynocarpaceae – pałężynowate |
|  |                                |
|  | Coriariaceae – garbownikowate  |
|  |                                |

|  | Tetramelaceae                                                                             |
|  |                                                                                           |
|  | \| \| Datiscaceae – konopnicowate \| \| \| \| \| \| Begoniaceae – begoniowate \| \| \| \| |
|  |                                                                                           |
|  | Datiscaceae – konopnicowate                                                               |
|  |                                                                                           |
|  | Begoniaceae – begoniowate                                                                 |
|  |                                                                                           |

|  | Datiscaceae – konopnicowate |
|  |                             |
|  | Begoniaceae – begoniowate   |
|  |                             |

|  | Tetramelaceae                                                                             |
|  |                                                                                           |
|  | \| \| Datiscaceae – konopnicowate \| \| \| \| \| \| Begoniaceae – begoniowate \| \| \| \| |
|  |                                                                                           |
|  | Datiscaceae – konopnicowate                                                               |
|  |                                                                                           |
|  | Begoniaceae – begoniowate                                                                 |
|  |                                                                                           |

|  | Datiscaceae – konopnicowate |
|  |                             |
|  | Begoniaceae – begoniowate   |
|  |                             |

|  | Corynocarpaceae – pałężynowate |
|  |                                |
|  | Coriariaceae – garbownikowate  |
|  |                                |

|  | Tetramelaceae                                                                             |
|  |                                                                                           |
|  | \| \| Datiscaceae – konopnicowate \| \| \| \| \| \| Begoniaceae – begoniowate \| \| \| \| |
|  |                                                                                           |
|  | Datiscaceae – konopnicowate                                                               |
|  |                                                                                           |
|  | Begoniaceae – begoniowate                                                                 |
|  |                                                                                           |

|  | Datiscaceae – konopnicowate |
|  |                             |
|  | Begoniaceae – begoniowate   |
|  |                             |

|  | Tetramelaceae                                                                             |
|  |                                                                                           |
|  | \| \| Datiscaceae – konopnicowate \| \| \| \| \| \| Begoniaceae – begoniowate \| \| \| \| |
|  |                                                                                           |
|  | Datiscaceae – konopnicowate                                                               |
|  |                                                                                           |
|  | Begoniaceae – begoniowate                                                                 |
|  |                                                                                           |

|  | Datiscaceae – konopnicowate |
|  |                             |
|  | Begoniaceae – begoniowate   |
|  |                             |

|  | Corynocarpaceae – pałężynowate |
|  |                                |
|  | Coriariaceae – garbownikowate  |
|  |                                |

|  | Tetramelaceae                                                                             |
|  |                                                                                           |
|  | \| \| Datiscaceae – konopnicowate \| \| \| \| \| \| Begoniaceae – begoniowate \| \| \| \| |
|  |                                                                                           |
|  | Datiscaceae – konopnicowate                                                               |
|  |                                                                                           |
|  | Begoniaceae – begoniowate                                                                 |
|  |                                                                                           |

|  | Datiscaceae – konopnicowate |
|  |                             |
|  | Begoniaceae – begoniowate   |
|  |                             |

|  | Tetramelaceae                                                                             |
|  |                                                                                           |
|  | \| \| Datiscaceae – konopnicowate \| \| \| \| \| \| Begoniaceae – begoniowate \| \| \| \| |
|  |                                                                                           |
|  | Datiscaceae – konopnicowate                                                               |
|  |                                                                                           |
|  | Begoniaceae – begoniowate                                                                 |
|  |                                                                                           |

|  | Datiscaceae – konopnicowate |
|  |                             |
|  | Begoniaceae – begoniowate   |
|  |                             |

Podział
Rodzaj: Datisca Linnaeus, Sp. Pl. 1037. 1 Mai 1753 (syn. Cannabina P. Miller, Gard. Dict. Abr. ed. 4. 28 Jan 1754) – konopnik
- Datisca cannabina L. – konopnik barwierski[10][11]
- Datisca glomerata (C.Presl) Baill.